# Duquesne-universiteit

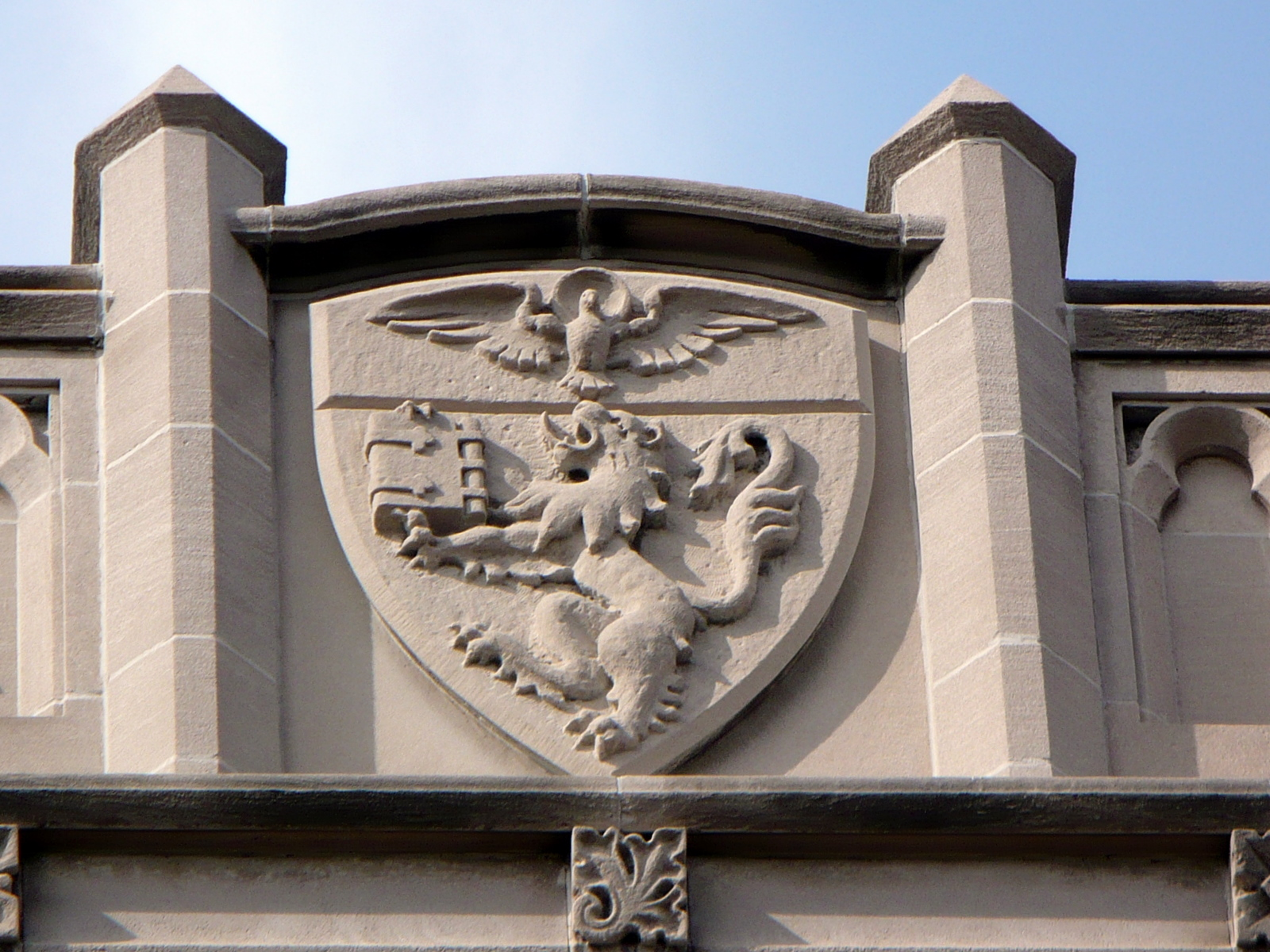
Het wapenschild van de universiteit is afgeleid van de heraldiek van de familie Duquesne-Menneville en staat symbool voor kracht, wijsheid en geestdrift.

De Duquesne-universiteit (Engels: Duquesne University of Duquesne Dukes) is een vooraanstaande private instelling voor wetenschappelijk onderwijs met de hoofdcampus gelegen midden in het centrum van Pittsburgh, Pennsylvania in de Verenigde Staten van Amerika.
De universiteit heeft een katholieke grondslag en is de eerste en enige onderwijsinstelling ter wereld die werd opgericht door de Congregatie van de Heilige Geest (Latijn: Congregatio Sancti Spiritus sub tutela Immaculati Cordis Beatissimae Virginis Mariae; afgekort CSSp) als Pittsburgh Catholic College of the Holy Ghost in oktober 1878. Vanaf 1911 kreeg de universiteit haar huidige naam, vernoemd naar Michel-Ange Duquesne de Menneville, de gouverneur-generaal van Nieuw-Frankrijk in de 18e eeuw. 
Aan Duquesne studeren circa 10.000 studenten. Naast haar campus in de V.S. heeft de universiteit dependances in Dublin en Rome. Duquesne kent negen faculteiten en behoort tot de top tien procent van beste nationale universiteiten beoordeeld door U.S. News & World Report.

## externe links
- https://www.duq.edu/